# 初恋ノオト
「初恋ノオト」（はつこいのおと）は、花澤香菜の2枚目のシングル。2012年7月18日にアニプレックスから発売された。

## 概要
前作「星空☆ディスティネーション」から約3ヶ月でのリリースとなる2ndシングルで、「夏（水色）」をテーマとしている。なおプロデュースは中塚武が手掛けている。また、PVの衣装は、麦藁帽子にチェックのシャツとなっているが、これはスタッフが事前に花澤の好きな「かわいい」系の衣装を用意した事による。

## 批評
HotShotDiscsの山本純は、「耳をなでるような優しい歌声で綴られる初々しい恋模様との相性も良く、夕暮れ時に1日を思い返しながら聴きたくなる1曲だ。
」と評した。

## 収録曲
（全作詞・作曲・編曲：中塚武）
1. 初恋ノオト [4:46]
花澤曰く「いろんな人に聴いてもらえる感じの曲」。仮歌では難なく耳に通ったが、実際に歌ってみたら、音域の広さと歌詞の世界観を自分で表現する事に悩んだため、スタッフとの綿密な協議の上で制作された。そのため歌詞中にも「ちょっと切ない」感じが表現されている[1]。
2. 裸足のvacation!! [4:33]
ラテンをイメージした、「みんなで盛り上がりそうな曲」に仕上がっている[1]。
3. 虹のそら [4:55]
4. 初恋ノオト（Instrumental）

DVD（初回限定盤のみ）
1. 初恋ノオト Music Clip